# Rhys Howden
Rhys Howden (Brisbane, 1987. április 2. –) ausztrál vízilabdázó, a Brisbane Barracudas játékosa, az ausztrál férfi vízilabda-válogatott csapatkapitánya.

## Magánélete
Édesapja Phil Howden, a brit férfi vízilabda-válogatott volt csapatkapitánya (1978 és 1981 között), testvére, BJ Howden szintén vízilabdázó.

## Nemzetközi eredményei
- Olimpiai 8. hely (Peking, 2008)
- Világliga 6. hely (Podgorica, 2009)
- Világbajnoki 10. hely (Róma, 2009)
- Világliga 4. hely (Niš, 2010)
- Világliga 6. hely (Firenze, 2011)
- Világbajnoki 9. hely (Sanghaj, 2011)
- Világliga 7. hely (Almati, 2012)
- Olimpiai 7. hely (London, 2012)
- Világbajnoki 8. hely (Barcelona, 2013)
- Világliga 4. hely (Dubaj, 2014)
- Világliga 5. hely (Bergamo, 2015)
- Világbajnoki 8. hely (Kazany, 2015)
- Világliga 5. hely (Huizhou, 2016)
- Olimpiai 9. hely (Rio de Janeiro, 2016)